# Katoličko sveučilište Svetog Srca
Katoličko sveučilište Svetog Srca (tal. Università Cattolica del Sacro Cuore), koje je osnovao 1921. Agostino Gemelli, trenutno je najveće katoličko sveučilište na svijetu sa skoro 42 000 studenata.
Glavni kampus ovog sveučilišta nalazi se u Milanu.
Podružni kampusi su u Brescii, Piacenzi, Cremoni, Rimu i Campobassu.
Najveće je privatno sveučilište u Europi.

## Vanjske poveznice
- Službena stranica (tal.) (engl.)